# 關島航空
關島航空（Fly Guam）是Fly Micronesia LLC於2008年在關島創立的公司，委託美國包機航空公司Sky King（IATA代碼：5K，ICAO代碼：SGB）執行來往於密克羅尼西亞群島至東亞主要城市的航班。目前已開航臺灣、日本、帛琉、香港等地的航班。

## 歷史
關島航空於2011年3月4日開航關島經塞班島至香港的航班。其也於2011年8月4日開航關島經帛琉至臺北的航班。
然而目前關島航空財務狀況不明，而且航班停飛率極高。目前旗下許多國際航線呈現完全停擺狀態，其中臺北航線更是遭控惡意倒閉。

## 機隊
關島航空只有運營一架擁有12商務艙座位與132經濟艙座位的波音737-400。

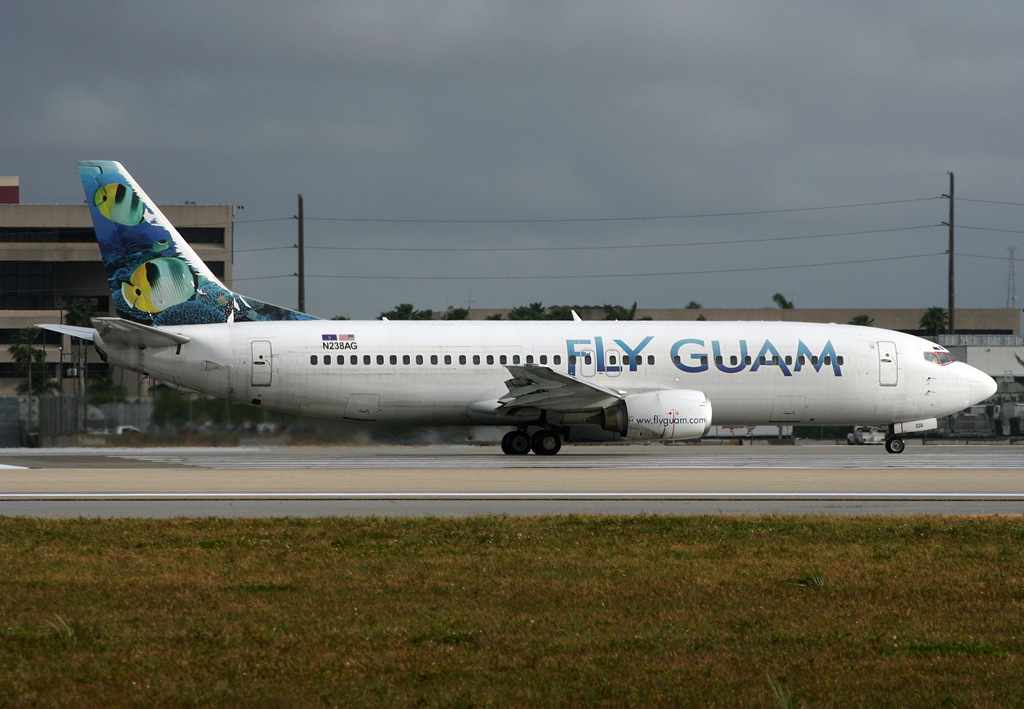
關島航空的波音737-400客機

## 目的地
倒閉之前 營運航點如下：
 關島
- 關島 ~ 總部

 日本
- 名古屋

 臺灣
- 臺北-桃園

 帛琉
- 柯洛 ~ 樞紐

- 塞班 ~ 樞紐

 香港
- 香港